# Ravenous
Ravenous is een horrorfilm uit 1999 van regisseuse Antonia Bird. De film draait rond kannibalisme in Californië in de jaren 1850. Omwille van de donkere ironische stijl wordt het werk door sommigen bestempeld als een zwarte komedie.

## Verhaal
Soldaat John Boyd wordt gepromoveerd tot kapitein na de vijand op moedige wijze verslaan te hebben in een strijd tijdens de Mexicaans-Amerikaanse Oorlog (1846-1848). Wanneer aan het licht gebracht wordt dat het echter ging om een daad van lafheid, wordt Boyd overgeplaatst naar Fort Spencer, een afgelegen buitenpost in de Sierra Nevada. Het fort telt slechts 7 andere bewoners: Kolonel Hart, twee indianen (George en zijn zus, Martha) kapelaan Toffler, Soldaat Reich, Cleaves, een gedrogeerde kok en Knox, een dronkenlap.
Niet lang na Boyds aankomst, verschijnt een bevroren Schotse vreemdeling, Colqhoun genaamd. Na haast onmiddellijk te herstellen, vertelt die hoe zijn reisgezelschap verloren geraakte in de Sierra Nevada en de leden elkaar begonnen op te eten - vooral de gids van de groep, Ives, was schuldig. De soldaten in het fort zien het als hun plicht om naar de grot te trekken waar dit alles zich plaatsvond en te kijken of er overlevenden zijn. Alleen Martha, Knox en Cleaves blijven achter. George waarschuwt dat sinds Colqhoun toegegeven heeft mensenvlees te eten, hij een wendigo moet zijn, een roofzuchtig, kannibalistisch schepsel. Al vlug blijkt dat George gelijkt heeft. Colqhoun wist dat een harde winter ervoor zou zorgen dat zijn groep moest overgaan tot kannibalisme. Na alle zes van zijn expeditieleden verslonden te hebben, doodt hij, op Boyd na, de soldaten van Fort Spencer tijdens de zoektocht. Uiteindelijk komt het tot een gevecht tussen Colqhoun en Boyd waarbij beiden sterven in een grote berenval.

## Thema
- Een toespraak van een protagonist zinspeelt op het kannibalisme in de film als een metafoor voor Manifest Destiny.

## Rolverdeling
| Acteur            | Personage                  |
| ----------------- | -------------------------- |
| Guy Pearce        | Kapitein John Boyd         |
| Robert Carlyle    | Kolonel Ives/F.W. Colqhoun |
| David Arquette    | Soldaat Cleaves            |
| Jeremy Davies     | Soldaat Toffler            |
| Jeffrey Jones     | Kolonel Hart               |
| John Spencer      | Generaal Slauson           |
| Stephen Spinella  | Knox                       |
| Neal McDonough    | Soldaat Reich              |
| Joseph Runningfox | George                     |
| Bill Brochtrup    | Lindus                     |
| Sheila Tousey     | Martha                     |

## Filmmuziek
- De muziek voor de film werd geschreven en uitgevoerd door Damon Albarn en Michael Nyman. Individuele stukken ervan zijn al in verscheidene films verschenen, waaronder Magnolia (het openingsfragment van Saveoursoulissa in onveranderde vorm) en Hostel (de Manifest Destiny banjo riff).
- Milton 'Quiltman' Sahme's chant werd opgenomen door Damon Albarn in Quiltmans woonkamer in het reservaat. Acteur Joseph Runningfox had Albarn doorverwezen naar Quiltman.
- Het eigenaardige geluid in de muziekband wanneer Martha getoond wordt naar buiten kijkend, wachtend op de aankomst van de mannen, is een traditionele chant gezongen door vrouwen bij zulke gelegenheden, uitgevoerd door Milton 'Quiltman' Sahme's vrouw.
- Foster's Social Orchestra, dat speelt in de film, werd opgericht door Michal Nyman als een groep die probeert een post-modern, avant-garde geluid te creëren door artiesten met een niet-muzikale achtergrond het werk te laten uitvoeren van Stephen Foster op een ongetrainde, maar geïnspireerde manier.

## Trivia
- De plot van de film is mogelijk geïnspireerd op het waargebeurde verhaal van Alferd Packer of de Donner Party.
- De Wendigo is een kwaadwillig bovennatuurlijk wezen uit de indiaanse mythologie, die sterkte en helende krachten haalt uit het eten van mensenvlees.
- Hoofdrolspeler Guy Pierce en regisseuse Antonia Bird zijn beide vegetariërs.
- De regie lag eerst in handen van Milcho Manchevski, maar die werd ontslagen twee weken na aanvang van de productie wegens "creatieve meningsverschillen".
- Het gevecht op het einde is verzonnen door acteurs Guy Pierce en Robert Carlyle toen het oorspronkelijk einde werd geschrapt, omdat ervoor gekozen werd de twee elkaar halfdood te laten slaan. Tijdens deze scène kwam men zonder nep bloed te zitten.
- Pas 25 minuten na de start van de film, spreekt het personage van Guy Pierce, die praktisch in elke scène te zien is, zijn eerste volledige zin uit.